# Americké expediční síly

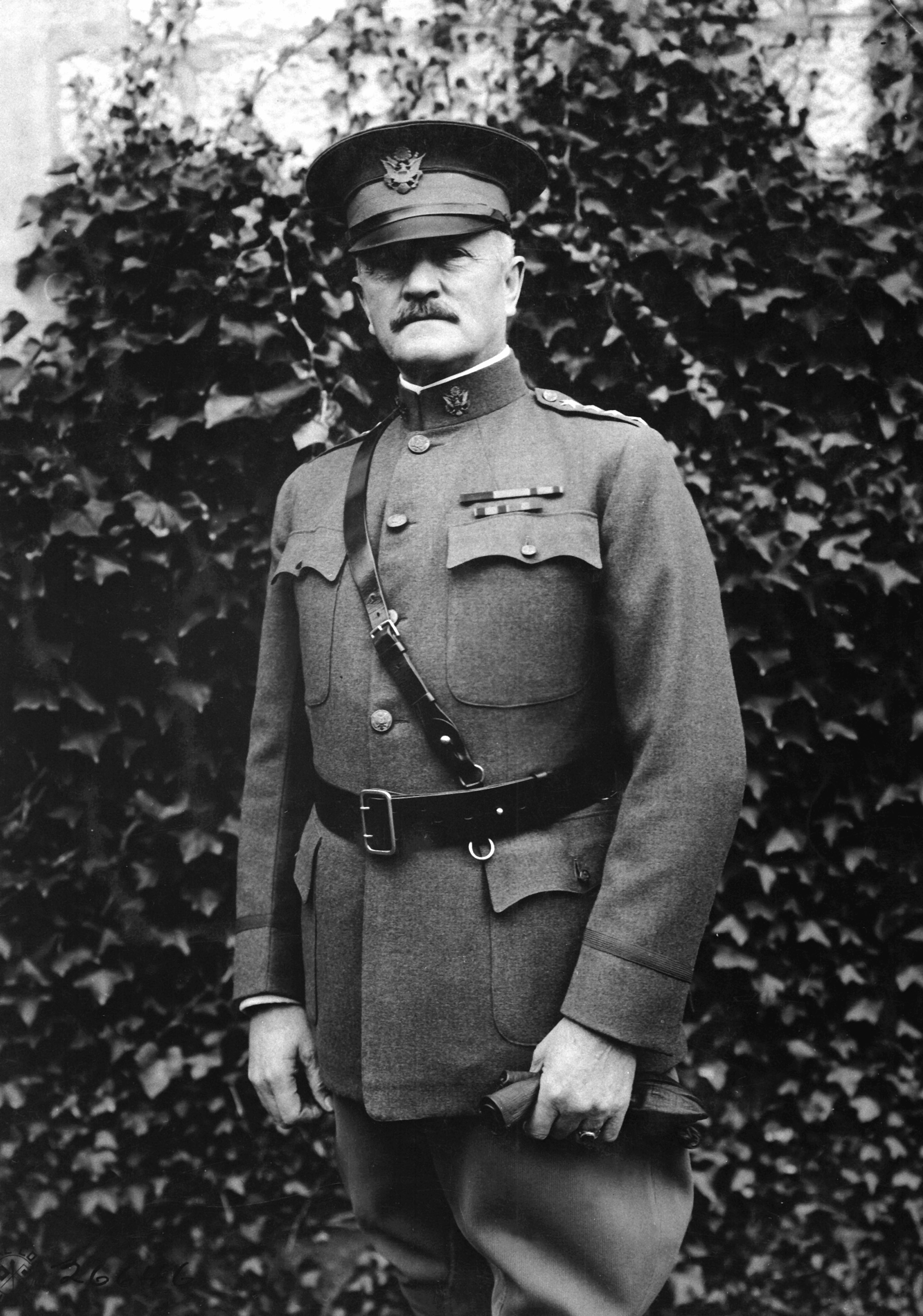
Velitel AEF generál John Pershing 19. října 1918

Americké expediční síly (American Expeditionary Forces nebo AEF) byly americké vojenské síly poslané během první světové války do Evropy.
AEF bojovaly jako nezávislá síla po boku spojeneckých jednotek proti německým armádám na západní frontě od roku 1917 do konce války. Z Evropy byly staženy v roce 1919. Velitelem AEF byl generál John J. Pershing.
Kromě západní fronty byla menší část amerických jednotek vyslána v srpnu 1918 také na Sibiř a do Ruska.